# Az alvilág királynője
Az alvilág királynője (eredeti cím: Queen of the South) 2016-os amerikai televíziós sorozat, amelynek a főszereplője Alice Braga. A sorozat Arturo Pérez-Reverte A Dél Királynője című könyve alapján készült, amelyből 2011-ben már készült egy sorozat.

## Tartalom
|  | Alább a cselekmény részletei következnek! |

A sorozat kulcsfigurája Teresa Mendoza, aki hitvány életet él Mexikóban. Egy piti gengszternek dolgozik éhbérért, ezért nincsen semmije. Barátai se nagyon vannak, mert senkiben sem bízik meg, ezért komoly párkapcsolata sem volt még.
Teresa megismerkedik egy drogkereskedő sráccal, aki kimenti őt a kisstílű maffiózó karmai közül, majd pedig egymásba szeretnek. Így tehát Teresa életébe beköszöntött az aranykorszak, szép ruhákban kezd el járni és az új otthona is csodaszép. De az a legfontosabb a számára, hogy végre talált egy olyan fickót, akiben megbízhat, és már egy éve együtt van a szerelmével. Teresa életében eddig még sosem volt olyan fiú, akivel ennyi ideje együtt lett volna, ezért nagyon szomorú lesz, amikor a barátját megölik, mert az lopott a főnöktől. Ráadásul neki is menekülnie kell, mert őt sem akarják életben hagyni, ezért Teresa mindent megpróbál az életben maradásért. Lepaktál Epifanio-val, a drogkirállyal, de rájön, hogy benne sem bízhat, ezért csúnya véget ér a kapcsolatuk, amiért Epifanio halálos ellenségévé válik. Ezután Teresa tovább próbál menekülni, de elfogják őt Camila Vargas parancsára, és az Amerikai Egyesült Államokba szállítják.
Camila és Epifanio házasok, de nincsenek jóban, mert Epifanio politikai álmokat dédelget, amiért le akarja venni a kezét a drog bizniszről. De Camila ezt nem akarja, ezért otthagyja Epifanio-t és egyedül folytatja tovább a kábítószerek terjesztését. Amikor azonban felhívja őt Epifanio, hogy segítsen neki elfogni egy nőt, aki kárt okozott neki, Camila foglyul ejti Teresa-t, de nem adja át Epifanio-nak, mert így keresztbe tud tenni neki. Teresa tehát Camila lepukkant drogtelepén kezd új életet, ahol elsőként drogfutárnak ál. De nagyobb tervei vannak, és ezért hajlandó is mindent megtenni.
|  | Itt a vége a cselekmény részletezésének! |

## Szereplők
| Színész            | Szerep          |
| ------------------ | --------------- |
| Alice Braga        | Teresa Mendoza  |
| Joaquim de Almeida | Epifanio Vargas |
| Veronica Falcón    | Camila Vargas   |
| Sandy Valles       | Isabela Vargas  |
| Peter Gadiot       | James           |
| Hemky Madera       | Pote Galvez     |
| Adolfo Alvarez     | Tony Parra      |
| Justina Machado    | Brenda Parra    |
| Nick Sagar         | Alonzo Loya     |
| Pete O. Partida    | Tonto           |
| Gerardo Taracena   | Batman          |

## Epizódlista

### Első évad (2016)
- 1. Rész: Menekülj, hogy élj!
- 2. Rész: 40 perc
- 3. Rész: Bejutási stratégia
- 4. Rész: Gyöngyvirág
- 5. Rész: Terepszemle
- 6. Rész: Az árulás, mint szabály
- 7. Rész: Kettős bukás
- 8. Rész: Fordulópont
- 9. Rész: Úton
- 10. Rész: Személyes ügy
- 11. Rész: Nincs visszaút
- 12. Rész: Ötszázezer
- 13. Rész: Sebhely

### Második évad (2017)
- 1. Rész: Krisztus teste
- 2. Rész: Isten és az ügyvéd
- 3. Rész: Szerződés az ördöggel
- 4. Rész: Júdás csókja
- 5. Rész: - (El Nacimiento de Bolivia)
- 6. Rész: - (El Camino de la Muerte)
- 7. Rész: - (El Precio de la Fe)
- 8. Rész: - (Sacar Con Sifón el Mar)
- 9. Rész: - (Sólo el Amor de Una Madre)
- 10. Rész: - (Que Manden los Payasos)
- 11. Rész: - (La Noche Oscura del Alma)
- 12. Rész: - (Todas las Horas Hieren)
- 13. Rész: - (La Última Hora Mata)

## Második évad (2017.)
| Sor. | Év. | Cím                                            | Rendező         | Író                           | Premier                               |
| ---- | --- | ---------------------------------------------- | --------------- | ----------------------------- | ------------------------------------- |
| 14.. | 1.  | Krisztus teste (El Cuerpo de Cristo)           | David Boyd      | Natalie Chaidez               | 2017. június 8. 2017. augusztus 29.   |
| 15.  | 2.  | Isten és az ügyvéd (Dios y el Abogado)         | Nick Gomez      | Jason Ganzel                  | 2017. június 15. 2017. szeptember 5.  |
| 16.  | 3.  | Szerződés az ördöggel (Un Pacto Con el Diablo) | Eduardo Sanchez | Dailyn Rodriguez              | 2017. június 22. 2017. szeptember 12. |
| 17.  | 4.  | Júdás csókja (El Beso de Judas)                | Ami Canaan Mann | Benjamin Daniel Lobato        | 2017. június 29. 2017. szeptember 19. |
| 18.  | 5.  | El Nacimiento de Bolivia                       | Nick Copus      | Joe Loya                      | 2017. július 6.                       |
| 19.  | 6.  | El Camino de la Muerte                         | David Boyd      | Ryan O'Nan                    | 2017. július 13.                      |
| 20.  | 7.  | El Precio de la Fe                             | Joe Menendez    | Jorge A. Reyes                | 2017. július 20.                      |
| 21.  | 8.  | Sacar Con Sifón el Mar                         | Bronwen Hughes  | Tina Mabry                    | 2017. július 27.                      |
| 22.  | 9.  | Sólo el Amor de Una Madre                      | David Rodriguez | Tina Mabry & Dailyn Rodriguez | 2017. augusztus 3.                    |
| 23.  | 10. | Que Manden los Payasos                         | Loni Peristere  | Jason Ganzel & Jorge A. Reyes | 2017. augusztus 10.                   |
| 24.  | 11. | La Noche Oscura del Alma                       | Tina Mabry      | Benjamin Daniel Lobato        | 2017. augusztus 17.                   |
| 25.  | 12. | Todas las Horas Hieren                         | Eduardo Sanchez | Ryan O'Nan                    | 2017. augusztus 24.                   |
| 26.  | 13. | La Última Hora Mata                            | David Boyd      | Natalie Chaidez & Ryan O'Nan  | 2017. augusztus 31.                   |